# Leif Nahnfeldt
Leif Anders Nahnfeldt, född 20 januari 1962 i Karlstad, är en svensk tonsättare, musiker, körledare och präst i Svenska kyrkan.

## Biografi
Leif Nahnfeldt prästvigdes för Karlstads stift 1989 och har en musiklärarexamen från Musikhögskolan Ingesund 2006. Han är verksam som översättare och gudstjänstpedagog inom Svenska kyrkan och har bidragit med musik och text till olika psalmböcker, bland annat Psalmer i 2000-talet. Han blev 2009 adjunkt i musikämnen vid Karlstads universitet och konstnärlig och pedagogisk ledare för fristående musikkurser vid universitetet. I uppdraget ingick att vara dirigent för studentkörerna Sällskapet CMB och Söt Likör. Han har även varit dirigent för Karlstads Kammarkör som under hans ledning sjöng vid Riksmötets öppnade 2014. Under 2020 har han samarbetat med Gävle Kammarkör Concordia och sedan hösten 2021 är han dirigent för Västmanlands-Dala Nationskör i Uppsala. Nahnfeldt är sedan 2015 anställd i Gävle församling och är idag (2021) studentpräst på Högskolan i Gävle.
Leif Nahnfeldt har haft en viktig roll i att göra sång- och gudstjänstmaterialet från Iona Community i Skottland tillgängligt på svenska. För detta arbete har han uppmärksammats av Sveriges Kyrkosångsförbund och mottagit deras Aulénpris 2009. En stor utgivning av både liturgisk text och sånger finns både som böcker och inspelade album där samarbetet med skotska psalmdiktaren John L. Bell och irländska prästen och kompositören Liam Lawton har varit inspirerande. Ett mångårigt samarbete med Håkan Sjögren på Sonoconsult inleddes som ledde till ett flertal CD-produktioner.
I arbetet med nya psalmer har han haft flera uppdrag bland annat för Psalmer i 2000-talet. Han producerade och arrangerade tillsammans med Carl Utbult albumet med samma namn och ansvarade för ackordsättningen i psalmboken, komponerade melodier till några psalmer och bidrog med flera arrangemang till körutgåvorna. Han har mottagit stipendier från Anders Frostensson stiftelsen och deltagit i deras Psalmskola.
Tillsammans med barnboksförfattaren Ulf Nilsson har Nahnfeldt utformat ett gudstjänstmaterial för barn med sånger och liturgisk text: En ängel vid din sida. Detta har bland annat används i en gudstjänst för Sveriges Radio 2012. Musiken finns inspelad med Masthuggskyrkans barnkörer under ledning av Lina Melander
Som översättare har Leif Nahnfeldt kontinuerligt bidragit till Gehrmans körutgåvor av engelskspråkiga original.
Vid Påven Franciskus besök i Malmö oktober 2016 var Nahnfeldt Musical Director för scenprogrammet på Malmö Arena där bland andra Malena Ernman, Samuel Ljungblad, Tensta Gospel Choir, Beyond Blue och tidigare nämnda Liam Lawton medverkade.
Sommaren 2020 producerade Leif Nahnfeldt tillsammans med Helena Andersson Bromander fyra Psalmkonserter som publicerades digitalt för Svenska kyrkans kultursatsning under pandemin. Delar av innehållet i dessa konserter gavs året efter i juni 2021 ut som albumet: "När ingenting är som vanligt".
Till allhelgonahelgen 2021 skapade Leif Nahnfeldt tillsammans med prästkollegorna tillika författaren Susanne Dahl och bildkonstnären Kent Wisti en berättelse i ord bild och ton utifrån boken "Vem såg mig då" som publicerades digitalt på Svenska kyrkans hemsida om sorg.

## Pedagogiska uppdrag
Från 2000 till 2010 hade Leif Nahnfeldt ett stort antal uppdrag som gudstjänstpedagog utifrån material och idéer från Iona Community. Detta innefattade också många kurser för ungdomar. Ett långt samarbete med Västbo kontrakt i Växjö stift påbörjades och fortgår alltjämt i deras utbildningar för unga ledare UMIV. Detta ledde också till liknande kurser för Uppsala och Skara stift. På uppdrag av Sveriges kyrkosångsförbund var Leif Nahnfeldt under många år också en av de ansvariga för Församlingsmusikantutbildningen FMU. Under studietiden på Musikhögskolan Ingesund arbetade Leif Nahnfeldt på den intilliggande folkhögskolan och bidrog till utvecklandet av en musikprofil till allmän linje och så småningom en vislinje.
Vid Karlstads Universitet undervisade han i sång, körsång, musikteori, körledning och kreativt arbete med musik och text. Ett annat uppdrag var att utveckla universitetets samverkan med musikbranschen, forskning och utbildning inom musikområdet bland annat inom ett EU-projekt. Han var också inspicient vid Akademisk högtid och delansvarig för den musikaliska gestaltningen vid Universitetets högtider.
Under åren 2016-2017 undervisande han i Liturgik och gudstjänstpedagogik på Svenska Kyrkans Utbildningsinstitut.

## Musiksamarbeten
Under tonårstiden var Leif Nahnfeldt med i sånggruppen " För Invärtes Bruk" som under hösten 1981 genomförde en landsomfattande turné i första hand inom Svenska Kyrkan. Ett tidigt uppdrag som körledare var i Lötenkyrkan i Uppsala med ungdomskören " En hel del". Tillsammans med sin bror Mikael Nahnfeldt och Oskar Ganestål och Fredrik Gunnarsson bildade han gruppen "Frispel" 1988-95. På turnén med "Vem Narras" 1986-87 spelade han bland annat med de norska musikerna Vidar Løvstad, Øyvind B Lyse och Robert Skjaerstad. I Arvika mötte Leif Nahnfeldt basisten och accordeonist Hans-Lennart Bruun, tillsammans med honom och vissångaren Göran Nilsson spelade de in två album med vistonssättningar. På musikhögskolan Ingesund bildades "3:Musiker" tillsammans med Kalle Källman och Pasi Pasanen. Trion genomförde flera musiksceniska projekt under de följande åren och medverkande på ett stort antal inspelningar. I Karlstad började ett nära samarbete med Mattias Pérez och tillsammans skrev de körverket "Snorvipas saga". De komponerade även musiken till föreställningen "Sitaraha- stjärnorna" av och med den afghanska skådespelaren och pjäsförfattaren Monirah Hashemi, som turnerat över i många delar av världen. På Karlstads Universitet hade Leif Nahnfeldt återkommande uppdrag att skriva "Instant song-poetry" vid olika konferenser tillsammans med Tor Våge. Ett flertal körkonserter med Studentkörerna Söt Likör och Sällskapet CMB och Karlstads Kammarkör gav möjlighet till musikaliska samarbeten med bland annat, Nisse Landgren, Sofia Karlsson och Janne Schaffer. Tillsammans med den värmländska sångpoeten Göran Samuelsson formades ett konsertprojekt med Karlstads Kammarkör som sedan blev albumet " Salt och Lavendel". Detta har lett till fortsatt samarbete mellan dem där Leif skrivit texter till några av Göran Samuelssons låtar. 2016 inledde Leif Nahnfeldt ett samarbete med pianisten Anders Widmark och utformande "Vägmärkesmässan" utifrån dennes tonsättningar av Dag Hammarskjölds texter.

## Körledaruppdrag
- En hel del, Lötenkyrkans Ungdomskör, Uppsala 1984-1987
- Arvika Kammarkör, praktik, 2003-2004
- Ny Kyrkokör, Arvika, 2001-2004
- Kvinnfølk, Arvika, 2002-2003
- Norrstrands Motettkör, Karlstad, 2004-2006
- Sällskapet CMB, Karlstad, 2006-2011
- Söt Likör, Karlstad, 2006-2015
- Da Capo, Karlstad 2007-2008
- Sångkompaniet, Karlstad, 2011-2012
- Karlstads Kammarkör, 2013-2016
- Kammarkören Concordia, Gävle, 2020
- Västmanlands-Dala Nationskör, 2021-

## Liturgi och musik (publikationer)
- Vem såg mig då, tonsättning, dikter av Susanne Dahl[11], 2021
- Sjung Något, tonsättningar av Sven Hillerts dikter, Wessmans förlag 2021
- Pärlsånger, sånger till frälskransen för barn, text och musik, Novum Riff 2020
- Mässa under Regnbågen, Jakobsmässa V, översättning från Norska 2018
- Martin, barnen berättar, En berättelsebok för barn och Martin Luther, medförfattare, Stockholms stift/ Gävle Pastorat, 2017
- Luther i nya kläder, Luthers psalmtexter med nya melodier, Novum Riff 2017
- Sju sånger till Diakonins sju bord, Novum Riff 2016
- Vägmärkesmässan, Texter av Dag Hammarskjöld i tonsättning av Anders Widmark, 2016 liturgisk och musikalisk utformning.
- Vad händer när vi möts? En mässa om migration, Beställningsuppdrag Karlstads Stift, text och musik, Novum Riff 2014
- Körabonnemang, översättning eng-sv, Gehrmans körutgivning, 2012-2021
- En ängel vid din sida, sånger och liturgi för barn och gudstjänst tonsättning, CD-produktion Verbum 2010[14]
- Snorvipas saga, körverk för damkör, 2007
- Runt Frälsarkransen, översättning samt liturgisk text CD, producent, arrangör, dirigent Verbum 2007[15]
- Anrop- att fråga efter Gud i allt liturgiska dikter av Richard Skinner, översättare Verbum förlag,
- Guds Andedräkt, Körhäfte och CD, Irländsk mässa, översättare, Verbum, 2005
- Sju Mariasånger av John L Bell, översättning[16] Verbum 2005
- Psalmer i 2000-talet, tonsättning, körrarrangemang, ackordsättning, CD-produktion 2006 -2007, Verbum
- Ordnära, liturgiska resurser för gudstjänst, översättare och redaktionsgrupp. Verbum, 2004
- Tystnaden bryts, Sångbok och CD, översättare, arrangör och producent, Verbum
- Så som på jorden, Sångbok och CD, översättare, arrangör och producent Verbum, 2006
- Den genomskinliga platsen, medförf. Verbum, 2002
- Himlen och jorden sjuder, Sångbok och CD, översättare arrangör, producent Verbum 2002
- Shucniqui Misa, Mässa från Riobamba i Ecuador, översättare Novum Riff 1997
- Dömlemässan, Stiftsungdomsmässa, text o musik, SKS i Västra Värmland 1996
- Kom och var mé! bidrag av sånger Tonika förlag 1995
- I skapandets livsrum, kapitlet musik tillsammans med Mikael Nahnfeldt, Ordbruket 1994
- Handbok till Befrielsen, kapitlet Musik s.39-43, Ordbruket 1993

## Psalmer
- Kom, helig Ande, bearbetad text år 2000.[17]
- Sanctus Psalm 708 textbearbetning 2003
- Godhet har makt över ondskan, Psalm 782, översättning
- En psalm om konst, Psalm 868 Psalmer i 2000-talet[18] tonsättning
- Röj plats för tron, Psalm 874 Psalmer i 2000-talet, tonsättning
- Mikael strider mot draken, Psalm 99, Kyrksång, 2001, Verbum
- Käre Gud, du ser oss här Kyrksång, Psalm 133, tonsättning, 2001, Verbum
- Loving God, 271, Church Hymnary, 2005, Canterbury Press
- Kom, till Guds hjärta Psalm 232, Nya Barnpsalmboken, 2001, Libris

## Album
- När ingenting är som vanligt[19] översättare, tonsättare, musiker och producent
- Salt och Lavendel[20] dirigent och medproducent
- En ängel vid din sida[21] tonsättare och producent
- ...och så kom jul![22] dirigent och producent
- Snorvipas saga[23] tonsättare, arrangör, dirigent och producent
- Guds Andedräkt[24] översättare, dirigent och producent
- Den vita staden, album, tonsättare, musiker, projektansvarig, arrangör
- Runt Frälsarkransen[25] översättare, dirigent och producent
- Psalmer i 2000-talet[7] arrangör och medproducent
- Så som på jorden[26] översättare, arrangör och producent
- Himlen och jorden sjuder[27] översättare, arrangör och medproducent
- Egna Stigar[28] med Göran Nilsson och Hans-Lennart Bruun, musiker
- E härli Ti[29] tonsättningar av Rune Olssons dikter
- Dömlemässan[30] tonsättningar och texter

## Albummedverkan
- Levande, Göran Samuelsson[31] textförfattare
- Mitt i steget, Göran Samuelsson[32] textförfattare

## Scenproduktioner
- Psalmkonserter från Mariakyrkan, 4 videokonserter för Svenska Kyrkans Kultursatsning 2020
- Friheten Finns, Musikspel för barn, reformationsåret i Gävle, Novum Riff 2017, textförfattare och kompositör
- Sitaraha-Stjärnorna, turnerande pjäs för Riksteatern av Monirah Hashemi, 2015 tonsättare
- Cabaret Säffleoperan, körinstudering, 2010
- Zorba Säffleoperan, körinstudering, 2009
- Snorvipas saga, scenisk körsaga med text av Kerstin Högstrand, för Damkör, kompositör tillsammans med Mattias Perez, dirigent 2007
- Kråkår, en scenisk berättelse till texter av Bengt Berg, 3:musiker, föreställningar 2004 -2005 musik och produktion
- Amoroso, en vispoetisk föreställning av Bo Setterlinds kärlekslyrik, musik och manus, 3:musiker, turné 2002 -2003
- Längtan, ett bibeldrama för kör, jazztrio och nyckelharpa, kompositör 1999 Beställningsverk Bälinge församling för Trio con-X och Olof Johansson
- Spår…., en folkrockopera, libretto Musikhögskolan Ingesund, 1998
- Stalling between to fools, revy, tonsättare, Stockholm 1997
- Momo eller kampen om tiden, ungdomsmusikal, projektansvarig, Arvika 1994 - 95
- De frånvarande, ungdomsmusikal, Karlstads Stift, producent, 1993
- Under Tiden, Ungdomsmusikal, projektledare, Arvika, 1990- 91
- Mr G, Musikal, tonsättare, Montreux, 1990
- Vem Narras?, Rockrevy, text och musik, Nordisk turné,1986

## Filmmusik
- Husets hemligheter, en mikrohistoria, Karlstads Universitet, 2015
- Joost- överlevare från Auschwitz, 2011 KAU[33]
- Filmen om Flora Gladh, berättelser om en överlevare 2001[34]

## Gudstjänster SR och BBC
- Radiogudstjänst SR P1, Mässa under regnbågen, översättare, musiker och samordningsansvarig 2019
- Radiogudstjänst, SR P1, Vägmärkesmässa med Anders Widmark, Körledare Gävle 2016
- Radiogudstjänst, SR P1, Vad händer när vi möts? Kompositör, textförfattare, Equmenia Karlstad 2015
- Radiogudstjänst, SR P1, Salt och Lavendel, Karlstads Kammarkör, Körledare, programläggning, Nyed 2015
- Radiogudstjänst, SR P1, Ser du barnen? Kompositör, präst, Norrstrandskyrkan 2014
- Radiogudstjänst, SR P1, Ung gudstjänst från Flämslätt, gudstjänstledare, 2014
- Radiogudstjänst SR, P1, Setterlind och Sommaren, produktion kompostitör, Masthuggskyrkan 2013
- Radiogudstjänst, SR P1, En ängel vid din sida, kompositör och dirigent, okt. 2011
- Radiogudstjänst,SR P1, Guds Andedräkt, produktion och musikalisk ledning, Skinnskatteberg 2007
- Radiogudstjänst, SR P1Psalmer i 2000-talet, Produktion, musikalisk ledning, Karlstad 2007
- Radiogudstjänst, BBC Radio 1, Adventsgudstjänst, produktion, musikalisk ledning, Arvika 2003
- Radiogudstjänst, SR P1, Dömlemässan, 1997
- Andrum, SR P1, programserie, musik och text 1995-96

## Projektuppdrag i urval
- Together in Hope, Musical Director, Malmö Arena, vid Påvebesöket ht 2016
- Världens Fest 2014, Programläggning för Världens konsert, temamässor och SR-gudstjänst 2014,
- Psalm i nutid, medarbetarfortbildning, Strängnäs Stift, 2013
- Rustad, gudstjänstfortbildning för Unga Medarbetare, Skara Stift, 2013-2016
- Vägval, gudstjänstfortbildning för Unga Medarbetare, Uppsala stift, 2012 - 2013
- Seminarium om Barn och Gudstjänst, Medarbetarmöte Härnösand stift, sept. 2012
- Svenska kyrkans Gudstjänstfestival,Göteborg, seminareledare 2012
- Kulturkommentarer, Vågspel, FoU Välfärd Rikskonferens, Stockholm aug. 2012
- Seminarium om Psalmer i 2000-tal, Medarbetarmöte Strängnäs stift, aug. 2012
- Nordiska kyrkosångshögtiden, Vasa, Finland, workshopsledare, Musik och gudstjänst fr. Iona 2010
- Barn och gudstjänst, Workshop vid medarbetardag Västerås stift, 2011
- Sång och Musik från Iona Fortbildningsdagar för kyrkomusiker Borgå Stift, Vasa, Finland., 2009
- Barn och gudstjänst, workshop vid medarbetardag Västerås stift, barn och gudstjänst. 2011
- Nordiska kyrkosångshögtiden, Vasa, Finland, workshopsledare, Ny musik och gudstjänst från Iona 2010
- Barn och Gudstjänst Utbildningsdag, Johannelunds teologiska högskola, 2009
- Medarbetardagar Lunds Stift Barn och gudstjänst Fortbildningsdag tills. m. Ulf Nilsson, 2009
- Musik och text i samspel Stipendiatdagar AF stiftelsen, 2009
- Sång och liturgi från Iona, Fortbildningsdagar för kyrkomusiker Borgå Stift, Finland. 2009
- Sången från Iona Kontraktsfortbildning för kyrkomusiker, Skellefteå 2009,
- Musikledare, gudstjänster medarbetardagar Linköping stift, jan -2009
- Utbildningsdagar barn och gudstjänst, Strängnäs stift jan- 2009
- Kyrkan som musikarena Föreläsning, Fryshusets Låtskrivarutb. 2008
- Gudstjänst o liturgi, diakonidag Växjö, 2007
- Gudstjänst i utveckling Seminarieledare, Gudstjänst i utveckling Stiftsmöte Växjö stift, 2007
- Ledare körworkshop och gudstjänst, körstämman i Skinnskatteberg 2007
- UMIV ledarutbildning, gudstjänstmetodik och kreativ arbete med text och musik för liturgi. Unga Medarbetare i Västbo kontrakt. 2003-

## Utmärkelser
- Svenska Kyrkans Liturgipris 2021 tillsammans med Karin Runow
- Karlstads Kommuns kulturstipendium till Gustaf Frödings minne med Studentkörerna Söt Likör och Sällskapet CMB, 2013
- Aulénstipendiat, Sveriges Kyrkosångsförbund, 2009
- Frostenssonstiftelsen stipendium 1998
- Svenska kyrkans kulturstipendium, 1997
- SKS Kulturstipendium tillsammans med Cecilia Nahnfeldt, Karlstads Stift 1996